# David Neville
David Neville (nascido em 1 de junho de 1984) é um velocista norte-americano, mais conhecido por conquistar a medalha de ouro no revezamento 4x400 metros nos Jogos Olímpicos de Verão de 2008. Neville também finalizou a corrida de 400 metros singular em terceiro lugar, conquistando mais uma medalha no evento.